# Csákány Béla (matematikus)
Csákány Béla (Karcag, 1932. szeptember 18. – 2022. március 13.) matematikus, egyetemi tanár.
Kutatási területe: absztrakt algebra (ezen belül elsősorban univerzális algebra, ezen belül főleg a varietások és a klónok elmélete), diszkrét matematikai játékok.

## Életpályája
Felsőfokú tanulmányokat a szegedi egyetem matematika-fizika szakán folytatott 1951–1955 közt, 1955-ben nyert matematika-fizika szakos középiskolai tanári oklevelet. Végzés után bekerült a Bolyai Intézet Rédei László által vezetett Algebra és Számelmélet Tanszékére. 1958 és 1961 között Moszkvában, a Lomonoszov Egyetemen volt aspirantúrán. 1962-ben érte el a kandidátusi tudományos fokozatot. 1964. augusztus 1-jén egyetemi docensnek nevezték ki. 1968-tól 1993-ig vezette az Algebra és Számelmélet Tanszéket. 1969 és 1972 között ő volt a József Attila Tudományegyetem tudományos rektorhelyettese, majd 1985 és 1990 között rektora.
A matematika tudományok doktora fokozatot (DSc) 1975-ben érte el A Malcev-típusú tulajdonságok és alkalmazásaik témakörben. Egyetemi tanárnak 1976. július 1-jén nevezték ki. 1982-ben 4 hónapot Kanadában (Université de Montréal) töltött, mint vendégkutató. 1991-ben 5 hónapig vendégprofesszor volt Amerikában (University of Louisiana at Lafayette, Louisiana Állam). 2002-ben emeritálták. 2005-ben az MTA elnöksége már mint a Bolyai Intézet Professor emeritusát Eötvös József-koszorúval tüntette ki. Nemcsak kiváló kutató, hanem kiváló tanár is, számos tanítványa van, az általa vezetett doktori iskolában 14-en értek el abszolutóriumot, 1 fő pedig PhD-fokozatot.

## Munkássága
- Matematikai tudományos közleményeit nemzetközi nyelveken, oroszul, németül és angolul adta közre, 1970-től csak angolul, ahogyan ez a természettudományokban szokás.
- Tudománytörténettel kapcsolatos tanulmányai mind a szegedi egyetem, mind Szeged város történetében nagy jelentőséggel bírnak.

## Művei (válogatás)

### Kötetek
- Diszkrét matematikai játékok (1998).[4](Ser. Szeged, Polygon. (Ser. Polygon könyvtár , 1218-4071 ; 7.)
- Kis matematikai szintézis (2003). Szeged, Polygon

### Tudományos közlemények
- The solitaire army reinspected, with Juhász, Rozália. (Mathematics Magazine, Vol. 73, No. 5, pp. 354–362.)
- Primitive Klassen von Algebren, die zu Klassen von Halbmoduln und Moduln \aquivalent sind. (Acta Sci. Math. 24, 157-164 (1963).)
- Uber Abelsche Eigenschaften primitiver Klassen universeller Algebren. (Acta Sci. Math. 25, 202-208 (1964).)
- Inner automorphisms of universal algebras. (Publ. Math. 12, 331-333 (1965).)
- Uber den Graphen der Untergruppen einer endlichen Gruppe, with Pollák, G. (Czech. Math. J. 19(94), 241-247 (1969).)
- Translations of regular algebras, with Schmidt, E. T. (Acta Sci. Math. 31, 157-160 (1970).)
- Characterizations of regular varieties. (Acta Sci. Math. 31, 187-189 (1970).)
- Congruences and subalgebras. (Ann. Univ. Sci. Budapest. Rolando Eoetvoes, Sect. Math. 18(1975), 37-44 (1976).)
- Varieties of modules and affine modules. (Acta Math. Acad. Sci. Hung. 26, 263-266 (1975).)
- Varieties in which congruences and subalgebras are amicable. (Acta Sci. Math. 37, 25-31 (1975).)
- On affine spaces over primefields. (Acta Sci. Math. 37, 33-36 (1975).)
- Varieties of idempotent medial quasigroups, with Megyesi, László. (Acta Sci. Math. 37, 17-23 (1975).)
- Varieties of affine modules. (Acta Sci. Math. 37, 3-10 (1975).)
- Conditions involving universally quantified function variables. (Acta Sci. Math. 38, 7-11 (1976).)
- Varieties whose algebras have no idempotent elements. (Colloq. Math. 35, 201-203 (1976).)
- Contributions to universal algebra. Colloquium on universal algebra at the József Attila University in Szeged from August 26 to August 29, 1975. Host: The Bolyai János Mathematical Society, with Schmist, J. (ed.). (Colloquia Mathematica Societatis Janos Bolyai. 17. Amsterdam -Oxford – New York: North-Holland Publ. Co. 607 p. \$ 81.75; Dfl. 200.00 (1977).)
- Homogeneous algebras. (Contributions to general algebra, Proc. Klagenfurt Conf. 1978, 77-81 (1979).)
- Inductive clones., with Gavalcova, T. (Finite algebra and multiple-valued logic. Szeged 1979, Colloq. Math. Soc. Janos Bolyai 28, 115-126 (1981).)
- Varieties of idempotent medial n-quasigroups, with Megyesi, László. (Colloq. Math. 42, 45-52 (1979).)
- Finite homogeneous algebras. I., with Gavalcova, Tatjana. (Acta Sci. Math. 42, 57-65 (1980).)
- Homogeneous algebras are functionally complete., (Algebra Univers. 11, 149-158 (1980).)
- Homogeneity and completeness.(Fundamentals of computation theory, Proc. int. FCT-Conf. Szeged/Hung. 1981, Lect. Notes Comput. Sci. 117, 81-89 (1981).)
- Three-element quasi-primal algebras, with Cavalcova, Tatjana. (Stud. Sci. Math. Hung. 16, 237-248 (1981).)
- Finite algebra and multiple-valued logic, with Rosenberg, I.(ed.). (Colloquium held in Szeged, August 27-31, 1979)., (Colloquia Mathematica Societatis Janos Bolyai, 28. Amszterdam – Oxford – New York: North-Holland Publishing Company. 880 p. \$ 135.00; Dfl. 290.00 (1981).)
- Universal algebra, with Fried, E. (ed.); Schmidt, E. T. (ed.). (Proceedings of the Colloquium on Universal Algebra held in Esztergom, Hungary, from June 27 to July 1, 1977)., (Colloquia Mathematica Societatis Janos Bolyai, 29. Amsterdam -Oxford – New York: North-Holland Publishing Company. 804 p. \$ 151.00; Dfl. 325.00 (1982).)
- All minimal clones on the three-element set. (Acta Cybern. 6, 227-238 (1983).)
- Three-element groupoids with minimal clones. (Acta Sci. Math. 45, 111-117 (1983).)
- On conservative minimal operations., (Universal algebra, Colloq. Szeged/Hung. 1983, Colloq. Math. Soc. János Bolyai 43, 49-60 (1986).)
- Selective algebras and compatible varieties. (Stud. Sci. Math. Hung. 19, 431-436 (1984).)
- Completeness in coalgebras., (Acta Sci. Math. 48, 75-84 (1985).)
- Iskander, A.A.: Solvability of equations in varieties of universal algebras., (Acta Math. Univ. Comen., New Ser. 62, No.2, 169-178 (1993))
- Life is functionally complete. (Algebra Univers. 30, No.1, 149-150 (1993).)
- Varieties generated by finite homogeneous algebras, with Szederkényi, A. (Algebra Univers. 30, No.3, 337-344 (1993).)
- Proving Magari's theorem via a Mal'cev-type result., with Chajda, I. (ed.) et al. General algebra and ordered sets. Proceedings of the international conference and summer school, held in Horn\'{\i} Lipov\'a, Czech Republic, September 4-12, 1994. Olomouc: Palack\'y University Olomouc, Department of Algebra and Geometry, 31-32 (1994).)
- Magari via Malcev., (Algebra Univers. 36, No.3, 421-422 (1996). [ISSN 0002-5240; ISSN 1420-8911)
- Algebras whose subalgebras and reducts are trivial, with Kearnes, K. A. (Acta Sci. Math. 63, No.3-4, 379-381 (1997).)
- Associative spectra of binary operations, with Waldhauser, Tamás (Multiple Valued Logic, 2000, Voll. 5, pp. 175–200.)
- A form of the Zermelo-von Neumann theorem under minimal assumptions. (Acta Cybernetica 15(2002) 321-325)

### Szerkesztés, lektorálás
- Kalmár László: Kalmárium : Kalmár László levelezése magyar matematikusokkal : [I. köt.] / összeáll., [előszó:] Szabó Péter Gábor ; [lektorálta: Csákány Béla] Szeged : Polygon, 2005. 476 p. (Ser. Polygon Könyvtár , 1218-4071 ; 15.)
- Kalmár László: Kalmárium : Kalmár László levelezése magyar matematikusokkal : II. [köt.] / összeáll., [előszó:] Szabó Péter Gábor ; [lektorálta: Csákány Béla]. Szeged : Polygon, 2008. V, 424 p. (Ser. Polygon Könyvtár , 1218-4071 ; 17.)

### Tudománytörténeti írások
- Matematika. [Matematika Intézet, 1929-től Bolyai Intézet története].[5] Varga Antallal. In A Szegedi Tudományegyetem múltja és jelene: 1921-1998 = Past and present of Szeged University. /JATE. Szeged : Officina Ny., 1999. 380-402. p.
- A második triumvirátus:[6] Triptichon[7] alulnézetből. Szeged : a város folyóirata. 12 (11) 2000, 21-33. p.
- Rédei László utolsó dolgozatáról. Polygon, 10 (2) 2000, 17-22. p.
- A két Bolyai : szobrok az intézet előcsarnokában. Szeged : a város folyóirata, 14. 2002:12, 37. p.
- Egy szegedi néptanító emlékezete : portrévázlat Gáspár Dezsőről. Bakacsi Gézával. Szeged : a város folyóirata, 15.2003:2, 22-27. p.
- Kalmár László : (1905-1976). Szegedi műhely, 44.2005:2, 115-121. p.

## Tudományos tisztség

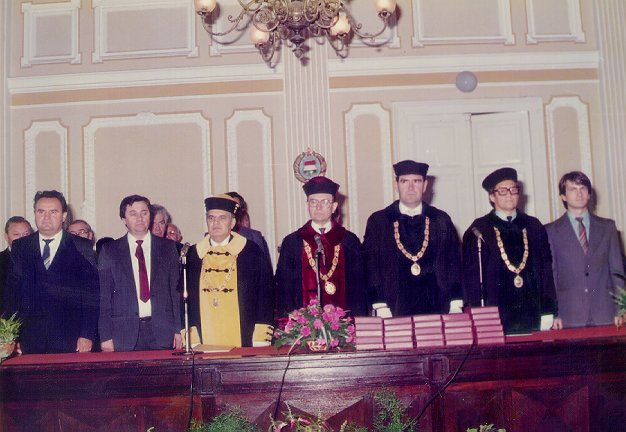
Tanévnyitón a szegedi egyetem vezetése, középen Csákány Béla rektor, 1985.

- Tudományos Minősítő Bizottság, Matematikai Szakbizottság, tag (1967–1973)
- MTA Matematikai Szakbizottság, tag (1985–)
- SZTE Matematika- és Számítástudományok Doktori Iskola (témavezető)

## Társasági tagság
- Bolyai János Matematikai Társaság (1962–2022)

## Díjak, elismerések
- Magyar Partizán emlékérem (1957)
- Munka Érdemrend ezüst fokozat (1969)
- Szele Tibor-emlékérem (1981)
- Munka Érdemrend arany fokozat (1982)
- Akadémiai Díj (1994)
- Szent-Györgyi Albert-díj (1996)
- Szegedért Alapítvány Szőkefalvi-Nagy Béla-díja (2002)
- Eötvös József-koszorú (2005)
- Aranydiploma (2005)
- Gyémántdiploma (2015)

## Emlékezete
- 2022 óta nevét viseli a 450297 Csákánybéla kisbolygó.[8][9]